# Deutscher Rasenkraftsport- und Tauzieh-Verband
Der Deutsche Rasenkraftsport- und Tauzieh-Verband e. V. (DRTV) mit Sitz in Frankfurt am Main ist der deutsche Dachverband der Sportarten Rasenkraftsport, Tauziehen und Highlandgames.
Der Rasenkraftsport besteht aus den Teildisziplinen Hammerwurf, Gewichtwurf und Steinstoßen. Er wird wie der Mannschaftssport Tauziehen in Gewichtsklassen ausgetragen.
Das Tauziehen ist eine Mannschaftssportart. Jeweils acht Zieher bilden eine Mannschaft. Ziel ist, die gegnerische Mannschaft über eine Markierung vier Meter zu ziehen. Es gibt verschiedene Gewichtsklassen und Wettkampfklassen wie Jugend, Junioren, Männer, Frauen und Mixed (je vier männliche und weibliche Zieher). Es finden Turniere in verschiedenen Landesligen und der Bundesliga sowie Deutsche Meisterschaften statt. Die deutschen Tauzieher sind auch international bei Welt- und Europameisterschaften sowie den World Games erfolgreich.
Highland Games – Highland Gatherings – erfreuen sich in ganz Deutschland wachsender Beliebtheit. Im Mittelpunkt stehen dabei die unterschiedlichsten Wettkämpfe. Neben dem sportlichen Kräftemessen gibt es bei klassischen Highland Games auch Dudelsack- und Tanzwettbewerbe. Der DRTV widmet sich mit seiner Arbeit voll und ganz dem sportlichen Geschehen bei den Team- und Heavy-Wettkämpfen. Die Heavy Events sind das Leistungssportsegment der Highland Games, und ihre 5 Disziplinen gehören zu den wohl ältesten Sportarten der Welt. Hier gibt es verschiedene Alters-, Gewichts- und Leistungsklassen, in denen man diese fast 1000 Jahre alte Sportart ausüben kann. Die Disziplinen stellen hohe Anforderungen an Kraft und Technik und üben in ihrer Urtümlichkeit eine besondere Faszination aus.
Der deutsche Spitzensportverband ist Mitglied im Deutschen Olympischen Sportbund (DOSB) und dort auch in der Interessengemeinschaft der Nicht-Olympischen Verbände (IG NOV) vertreten. Er ist auch Mitglied in der TWIF (Tug of War International Federation), dem Weltverband der Tauzieher.

## Geschichte
Bis zur Verselbstständigung der Sportarten Gewichtheben und Ringen zu Beginn der 1970er Jahre gehörten der Rasenkraftsport und das Tauziehen ebenso wie der damalige Kunstkraftsport (heute: Sportakrobatik) zum Deutschen Athleten-Bund (DAB) bzw. seinen Vorgängerverbänden. Im Jahr 1972 wurde der Verband als Deutscher Rasenkraftsport-Verband selbstständig. 1983 erfolgte die Umbenennung in Deutscher Rasenkraftsport- und Tauzieh-Verband e. V. – DRTV. Seit 2023 sind auch die Highlandgames beim DRTV beheimatet.

## Vorstand
- Präsident: Helmut Metschl
- 1. Vizepräsident, Anti-Doping-Beauftragter des DRTV: Tobias Roßner
- Schatzmeister: Ralf Bräuninger
- Vizepräsident Rasenkraftsport: Willy Atzenberger
- Vizepräsident Tauziehen: Ralf Bräuninger
- Vizepräsident Highlandgames: Franz Ritzer
- Vizepräsidentin für Jugendfragen: Michaela van Berkum Bewarder
- Vizepräsidentin für Gleichstellung: Lisa Weber[3]

## Veranstaltungen
Vom 5. bis 8. September 2024 finden in Mannheim - Stadion am Alsenweg die Weltmeisterschaften im Tauziehen statt. Der DRTV ist Ausrichter der TWIF Veranstaltung.